# Igo Galama
Igo Galama (ov. 876), ook Ygo Galama, is een personage uit de fictieve geschiedenis van Friesland. Volgens de sagen zou de vijfde potestaat van Friesland zijn geweest. Zijn naam verschijnt voor het eerst in de fantasierijke kroniek van Ocka Scharlensis, geschreven rond 1575, waar wordt verteld dat hij waarschuwde voor de Vikingen uit de Grimma Herna. In historische bronnen komt zijn naam niet voor.  
De familienaam verwijst naar de 15e-eeuwse hoofdelingenfamilie Galama uit de omgeving van Koudum, met als belangrijkste vertegenwoordiger de hoofdeling Ygo Gaeles Galama (ov. 1492). De kroniek brengt de familie Galama in verband met grootgrondbezit en jachtrechten in legendarische Kreilerwoud, dat in de Zuiderzee zou zijn verdronken. Daarmee werd de aanspraken van deze familie op een vooraanstaande rol binnen de Friese adel nader onderbouwd. 

## Levensloop

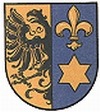
familiewapen Galama

Volgens de kroniek was Galama in 876 potestaat van Friesland. Hij zou een uitstekend krijgsman zijn geweest, die al het mogelijke deed om de rust en welvaart van Friesland te bevorderen. Ook versterkte hij de zeeweringen en trof hij diverse voorzieningen om de invallen van de Noormannen tegen te gaan. Het oude gebruik om wachten langs de zeekust te plaatsen, dat door zijn voorgangers was veronachtzaamd, werd door Galama opnieuw ingevoerd.
Galama zou volgens sommige latere kronieken overleden zijn in 910. In het wapen van het dorp Oudega (gemeente Gaasterlân-Sleat) zien we een stins en een Franse lelie, beide refererend aan de adellijke Galama's.

### Grimma herna
Te Ezonstad zou Galama vlak voor zijn dood de inwoners hebben gewaarschuwd op hun hoede te zijn tegen de Noormannen. Bij die gelegenheid zou hij hebben gezegd:
Haudet goede Wacht tyen da Noordera oordt,

want wt da Grimma Herna / comt ws alle queet voort.

(Houdt goede wacht tegen het noorder oord, 

Want uit die grimmige hoek komt ons alle kwaads voort).
De uitdrukking Grimma Herna is afkomstig uit de zevende keur, een bepaling uit de 12e-eeuwse Zeventien Keuren. Dankzij de kroniek van Ocka Scharlensis werd hij bekend, maar vooral sinds de 19e eeuw wordt het citaat veel gebruikt om de Friese geschiedenis en bedreigingen voor de Friese identiteit te kenschetsen.

## Naamsverwarring
Soms wordt de naam van Igo geschreven als Ygo II Galama, om verwarring te voorkomen met een andere Ygo Galama, of Ygo I Galama, die veldoverste zou zijn geweest van de Friese koning Beroald (540-597), en volgens de verhalen een overwinning behaalde op de (in 603 geboren) Dagobert, de zoon van de Merovingische koning Chlotharius II (613-629). Ook zijn bestaan is een literaire fictie. De genealogie van de familie kent nog enkele fictieve personages met deze naam.